# Joséphine Hundt
Joséphine Hundt foi uma educadora e política togolesa. Em 1961 foi eleita para a Assembleia Nacional, tornando-se na sua primeira deputada.

## Biografia
Nascida Joséphine de Medeiros, Hundt tornou-se professora. Ela teve dois filhos; Berthine nasceu em janeiro de 1944 e Sylvia nasceu em 1951.
Ela foi escolhida como candidata pelo Partido da Unidade do Togo (PUT) para as eleições parlamentares de 1961. Tendo o PUT como o único partido a disputar as eleições, foi eleita para a Assembleia Nacional, tornando-se na sua primeira deputada. Ela não foi reeleita em 1963.